# Clement Maria Alexander Augustinus Wenzeslaus Nereus de Weichs de Wenne
Clement Maria Alexander Augustinus Wenzeslaus Nereus baron de Weichs de Wenne, heer van Wenne, Reiste, Hinter-Eichholz, Geysteren, Spraland en Schinnen (Geijsteren, 12 mei 1807 – aldaar, 27 december 1893) was een Nederlands politicus en een Limburgse landeigenaar uit een oorspronkelijk Beierse adellijke familie, die in de jaren 1840 zitting had in de Tweede Kamer. Hij had lange tijd en tot op zeer hoge leeftijd zitting in de Staten van Limburg en was ook enige jaren burgemeester van Wanssum.
Hij was een van de leiders van de Limburgse afscheidingsbeweging. In 1843 was hij voorstander van het vanuit de Staten verzenden van een petitie over afscheiding.
De Weichs de Wenne was grondbezitter toen hij op 4 mei 1847 lid werd van de Tweede Kamer voor het hertogdom Limburg. Hij werd gekozen, nadat de eerder gekozen J.L.M. Leclercq niet was toegelaten vanwege onduidelijkheid over zijn nationaliteit. Hij stemde in 1848 vóór alle voorstellen tot grondwetsherziening. Hij bleef in de Kamer tot 13 februari 1849.
Hij was lid van de Staten van het hertogdom Limburg van 1 juni 1849 tot 1850 en lid van de Provinciale Staten van Limburg voor het kiesdistrict Horst van 1850 tot 27 december 1893. Van 1852-1880 was hij burgemeester van Wanssum.  
Hij was baron sinds 16 februari 1816. Hij was Ridder in de Orde van de Nederlandse Leeuw en Commandeur in de Orde van de Eikenkroon.
Hij was lid van de familie De Weichs de Wenne en de zoon van politicus K.K.F.A.F. baron de Weichs de Wenne en de schoonvader van Tweede Kamerlid J.E.H.W. baron d' Olne.
- Biografisch Portaal: 19428826
- Parlement.com: vg09llqy20xc